# Pungke Jaya
Pungke Jaya is een bestuurslaag in het regentschap Gayo Lues van de provincie Atjeh, Indonesië. Pungke Jaya telt 384 inwoners (volkstelling 2010).